# Ропне (озеро)
О́зеро Ропне́ (Рапне, Ріпне, Репне) — озеро, одне з Слов'янських солоних озер, розташоване в місті Слов'янськ Донецькій області. Є гідрологічною пам'яткою природи загальнодержавного значення. Статус присвоєно розпорядженням Ради Міністрів УРСР № 780-р від 14 жовтня 1975 року.

## Назва
Назва Ропне  походить від слова ропа і натякає на солоність озера. 

## Загальна характеристика озера
Озеро солоне, що незвично для віддаленого від моря. Воно розташоване у басейні Сіверського Донця і є просадочним озером карстового походження — утворилось під час просідання ґрунту при вимиванні солей з карстових порожнин. Карстові порожнини утворилися після розчинення ґрунтовими водами покладів кам'яної солі і гіпсу, які залишилися після висихання давнього моря Пермського періоду. З часом карстові порожнини заповнилися солоними підземними та прісними талими водами.
Ропа озера за своїм хімічним складом хлоридно-натрієвого типу, містить також сульфати. Мінералізація води в озері становить 15 г/л.
Площа озера — 0.32 км², найбільша глибина — 6.4 м. Озеро має овальну форму 853 х 320 метрів.
Температура води влітку +22 … +24 °C.

## Господарське використання
Солону воду озера використовували для видобування солі. Спочатку, сіль видобували, попередньо закачуючи воду на спеціальні градирні. Згодом, почали бурити скважини глибиною понад 100 метрів. Через це на дні озера утворився ряд воронкоподібних западин.
На півничному березі озера розташовани три санаторія Слов'янського курорта — «Ювілейний», «Донбас» і «Слов'янський». Вода в озері має лікувальні властивості. Воду з озера використовують з лікувальною метою. Дно вкрите відкладеннями бруду, який також має лікувальні властивості.
Вперше купання у Ріпному озері з лікувальними цілями було введене слов'янським лікарем О. К. Яковлєвим ще у 1827 році. Тоді його першими «пацієнтами» стали солдати Чугуївського шпиталю зі шкірними захворюваннями. Слов'янський курорт на озері засновано у 1832 році.
Інформація про цілющі властивості води та грязей озера була відома далеко за межами України. 1929 року у журналі «Краеведение» (Ленінград) було опубліковано Перелік ділянок і окремих об'єктів природи, що потребують охорони, що містився на той час в картотеці Комісії з охорони природи, пам'яток мистецтва, побуту і старовини при Ленінградській групі Центрального Бюра Краєзнавства. Для друку витяг по всіх одиницях тодішнього СРСР підготував А. П. Васильківський. Інформація про озеро також включена до статті в переліку 250 найважливіших об'єктів природи, що потребують заповідання в СРСР.

## Цікаві факти
За народним переказом озеро утворилося на місці солеварні, яка «репнула» — провалилася в штучно створений підземний соляний карст. Звідси пішла назва озера — «Репне (Ріпне) озеро».

## Галерея

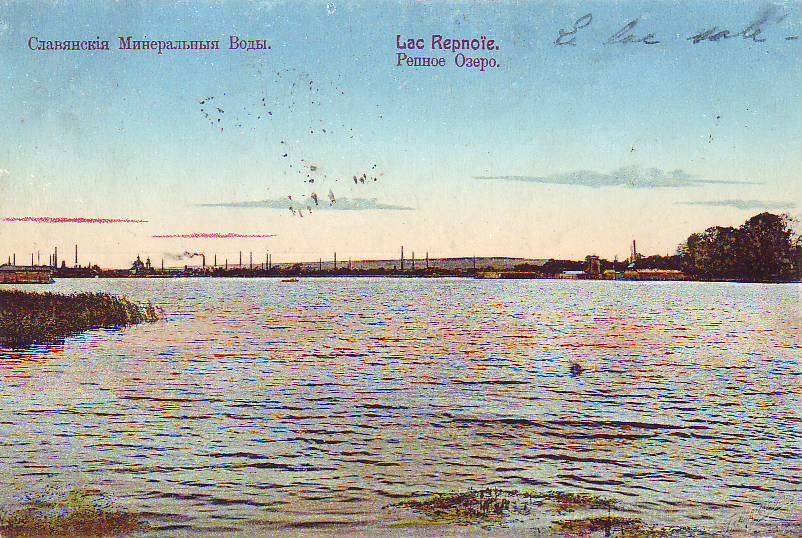
Озеро Ропне на дореволюційній листівці
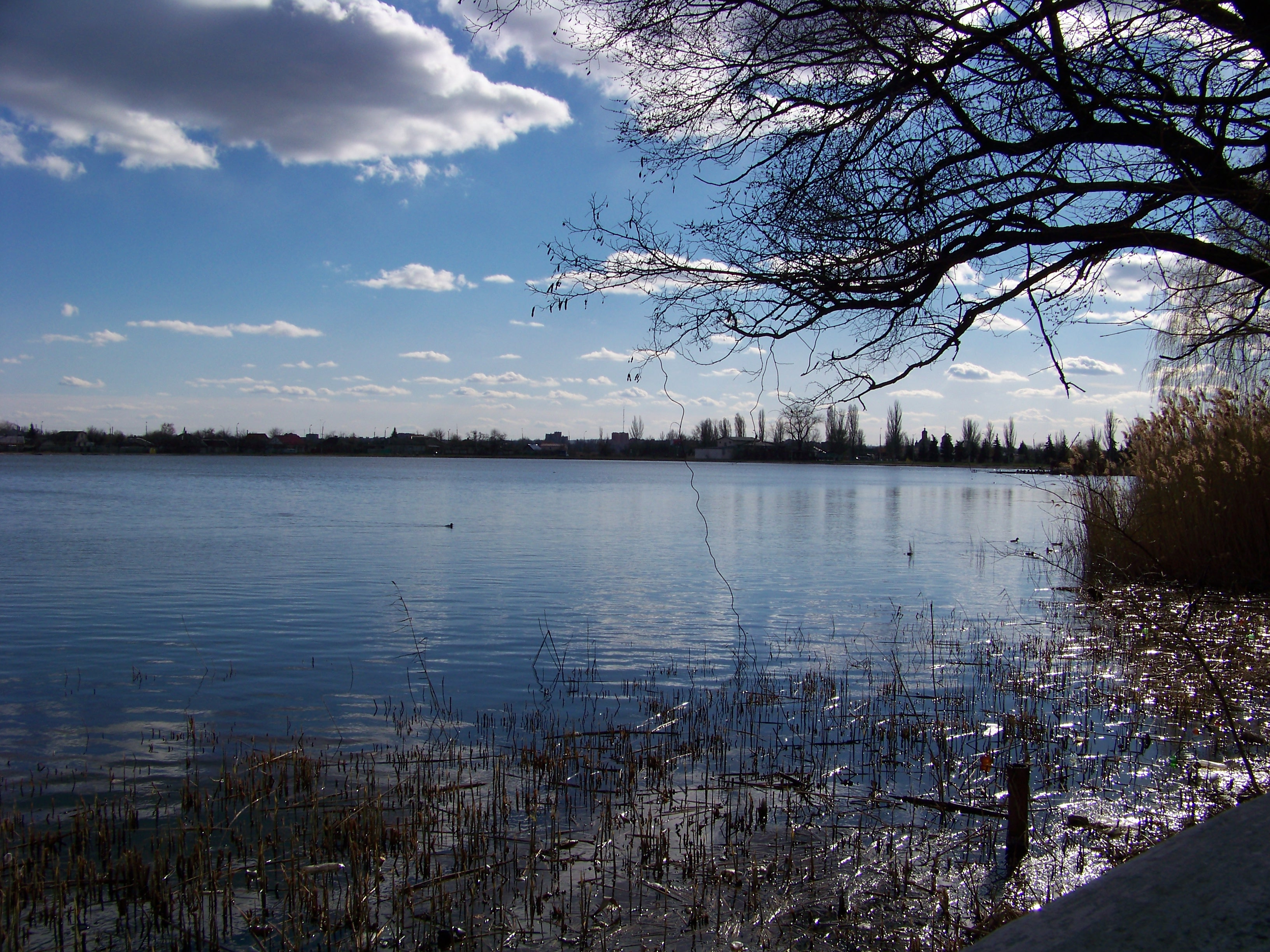
Озеро Ропне. 2007 рік
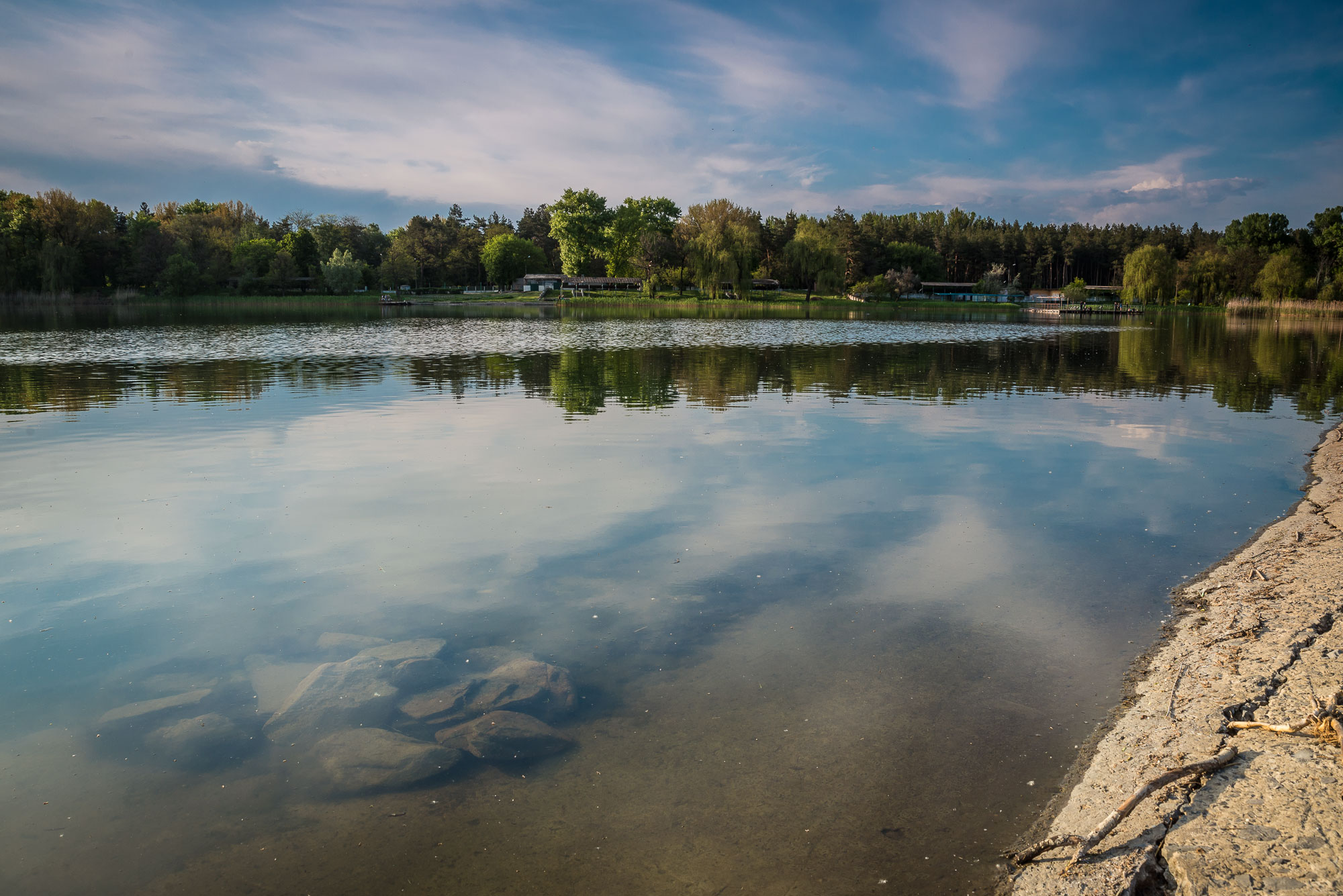
Озеро Ропне. 11 травня 2015 року
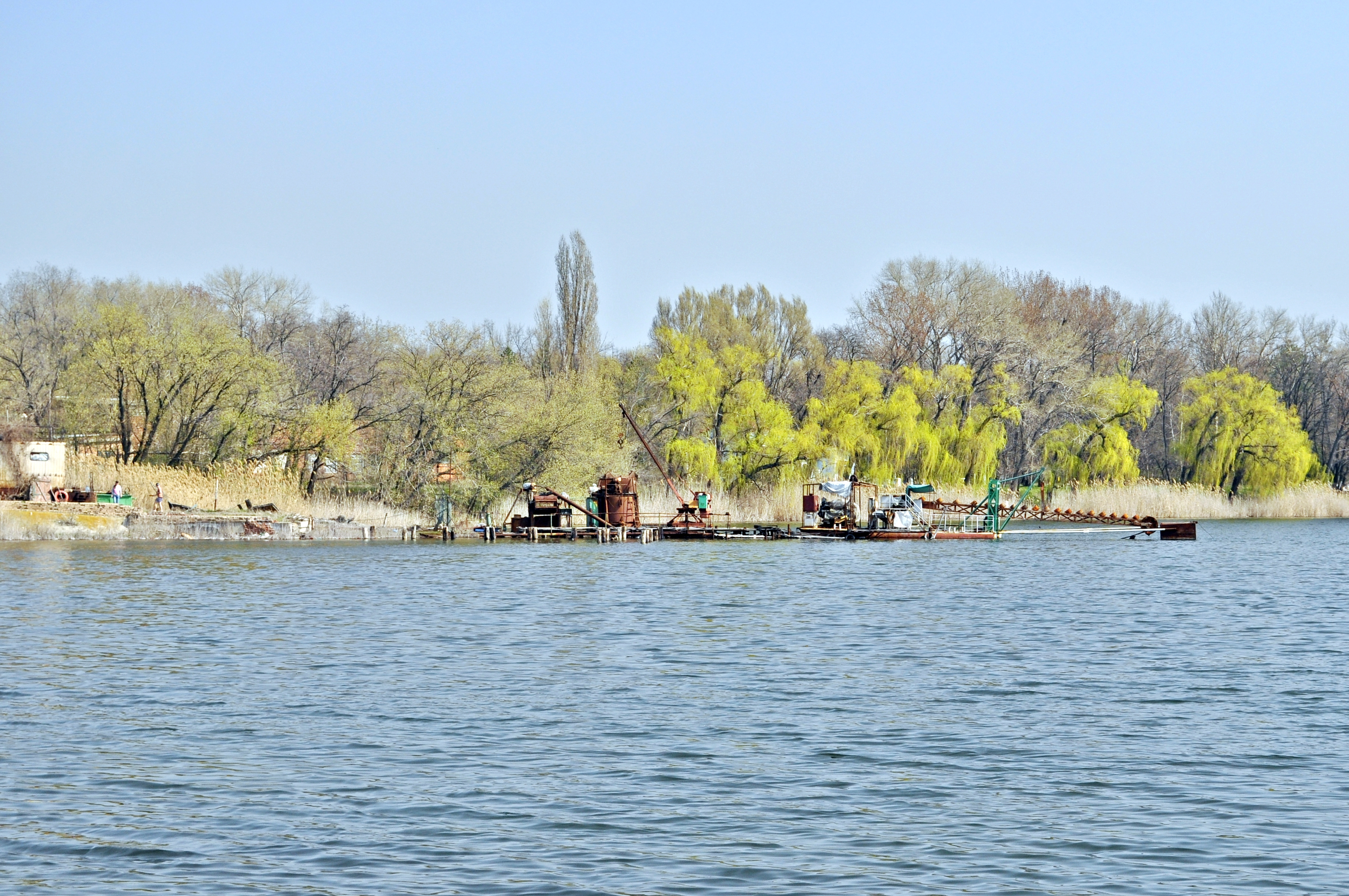
Земснаряд на озере Ропне. 9 квітня 2016 року
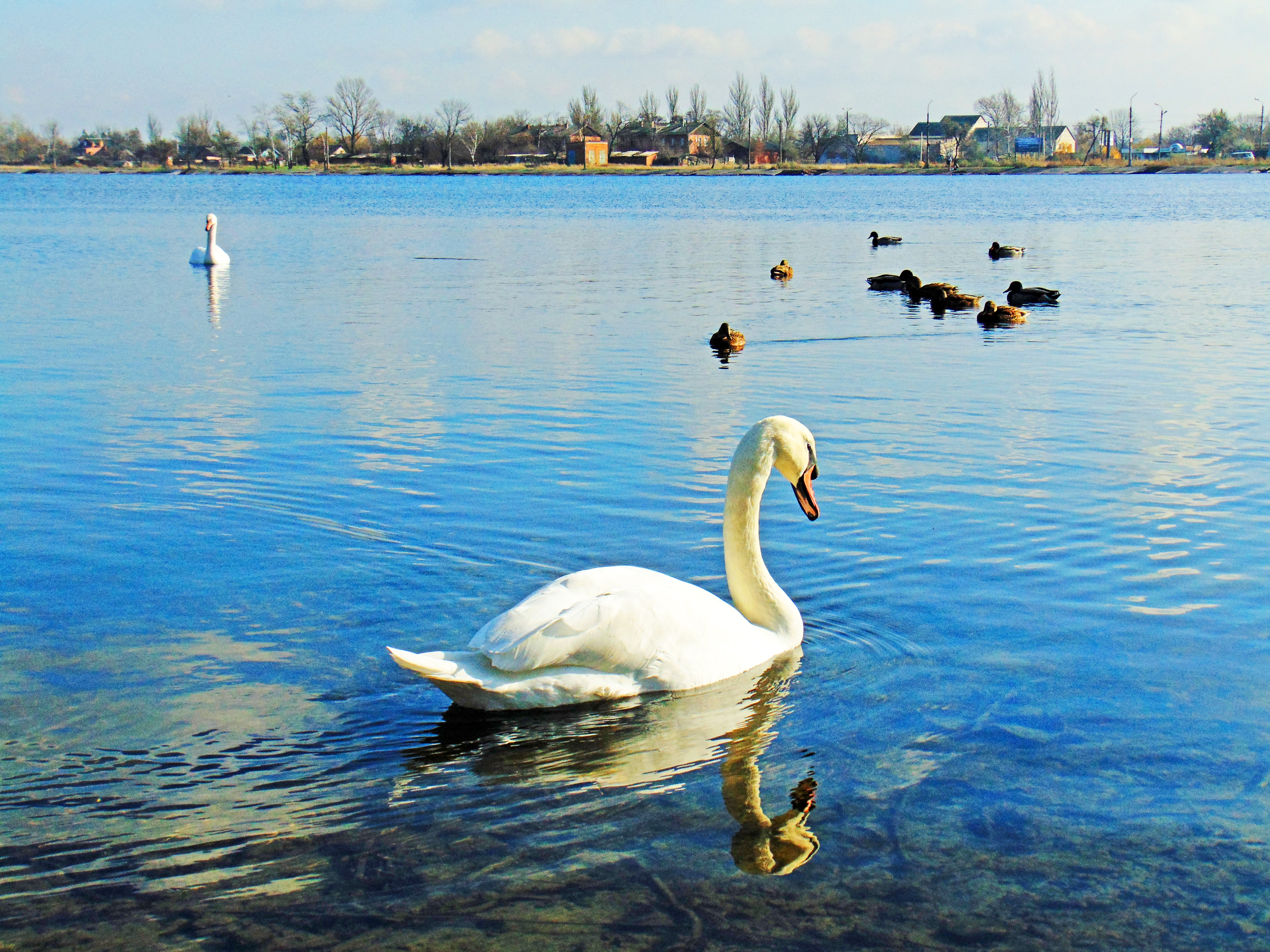
Лебеді на озері Ропне. 12 листопада 2017 року
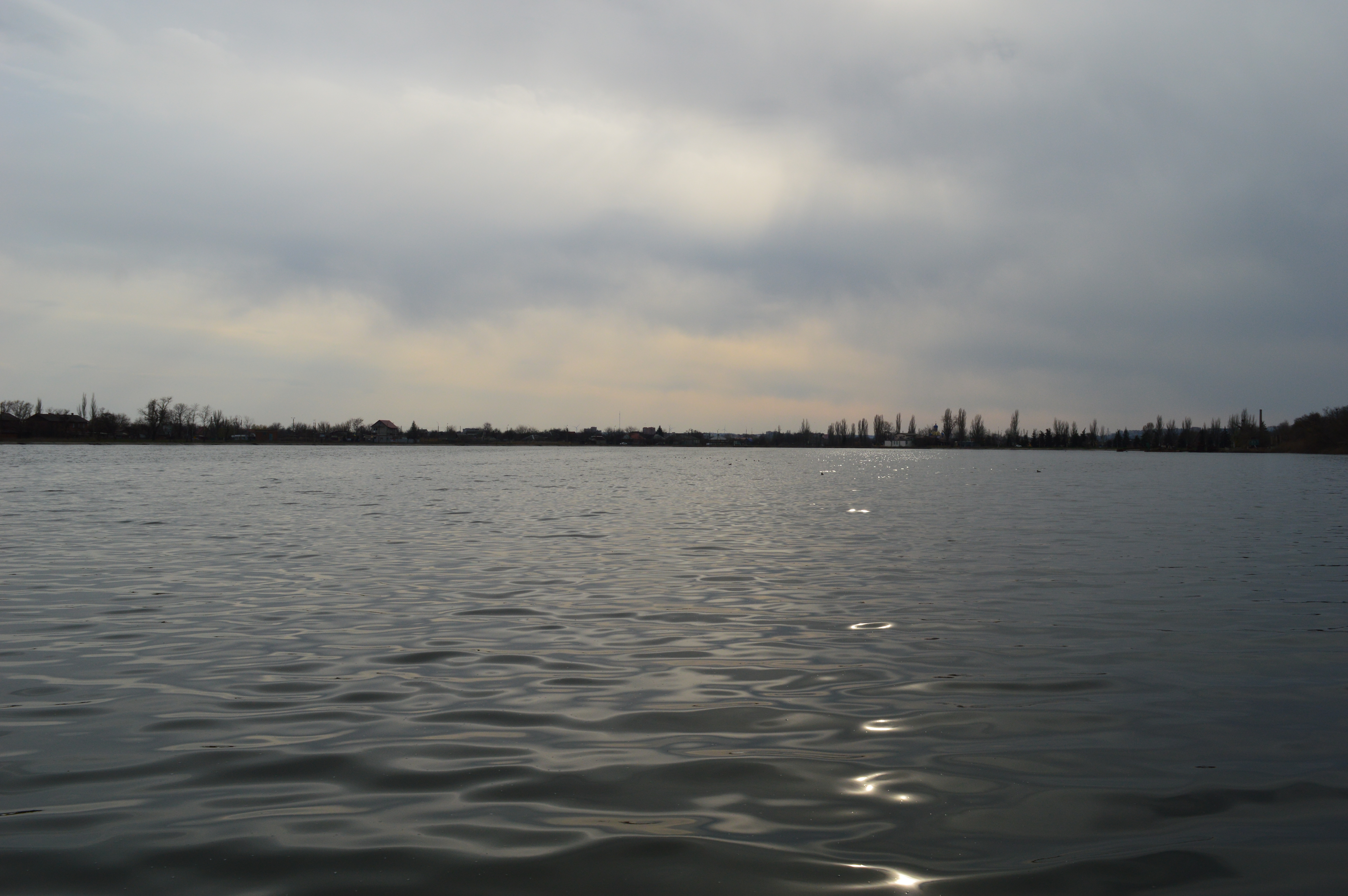
Озеро Ропне. 21 березня 2020 року

## Див. також

Регіональний ландшафтний парк «Слов'янський курорт». Показано розташування озер. 2010 р.